# Thorolf Oeing
Thorolf Oeing (* 16. Juni 1943 in Wiek, Rügen) ist ein ehemaliges Mitglied der Bremischen Bürgerschaft (CDU, REP).   

## Biografie
Oeing war als selbstständiger Versicherungskaufmann in Bremerhaven tätig. 
Er war Mitglied in der CDU in Bremerhaven-Leherheide und in verschiedenen Funktionen aktiv. 1984 traten er sowie Rudolf Polley und 1987 auch Wilhelm Brasse aus der CDU aus und sie wurden 1985 bzw. 1987 Mitglieder der rechten REP. Er war für die CDU (bis 1984) und für die REP (ab 1985) von 1979 bis 1987 in der 10. und 11. Wahlperiode acht Jahre lang Mitglied der Bremischen Bürgerschaft und in der Bürgerschaft in verschiedenen Deputationen tätig.